# Holbøl (plaats)
Holbøl is een plaats in de Deense regio Zuid-Denemarken, gemeente Aabenraa, met 457 inwoners (2007).